# Перес, Нельсон Хесус
Нельсон Хесус Перес (англ. Nelson Jesus Perez; род. 16 июня 1961, Майами, США) — американский прелат. Титулярный епископ Катрума и вспомогательный епископ епархии Роквилл-Сентра с 8 июня 2012 по 11 июля 2017. Епископ Кливленда с 11 июля 2017 по 23 января 2020. Архиепископ Филадельфии с 23 января 2020. 